# Acondicionamiento acústico
La finalidad de acondicionar acústicamente un determinado recinto (cerrado o al aire libre) es lograr que el sonido proveniente de una fuente o fuentes sea irradiado por igual en todas direcciones logrando un campo sonoro difuso ideal. 
Esta uniformidad no siempre se consigue y la acústica arquitectónica, intenta aproximarse al máximo a este ideal a través de ciertas técnicas que aprovechan las cualidades de absorción, reflexión y difusión de los materiales constructivos (Que veremos en los siguientes puntos) de techos, paredes y suelos y de los objetos u otros elementos presentes en el recinto. De hecho, cosas tan aparentemente triviales como la colocación o eliminación de una moqueta, una cortina o un panel, son cruciales y pueden cambiar las condiciones acústicas de un recinto.
La principal herramienta con que cuentan los técnicos encargados del acondicionamiento acústico de un determinado local/lugar es conocer el tiempo de reverberación específico, que se calcula utilizando diversas fórmulas (Sabinne es el modelo más conocido). La reverberación debe calcularse y corregirse según el uso para el que se haya construido el local/lugar. Por ejemplo, no será necesaria la misma reverberación en un auditorio que en una sala de grabación. Podemos estimar el tiempo de reverberación óptimo en cada recinto atendiendo a su uso, volumen y tipo de música. 
El tiempo de reverberación, para que sea útil, se ha de calcular en función de una determinada frecuencia, dado que depende del coeficiente de absorción de los materiales utilizados y este coeficiente depende a su vez de la frecuencia. 
Las frecuencias de trabajo más utilizadas son 125, 250, 500, 1000, 2000 y 4000 Hz. De no especificarse la frecuencia, se toma por defecto la de 500 Hz, por ser la empleada por Sabine.
Dentro de los recintos cerrados, es fundamental conseguir un equilibrio adecuado entre el sonido directo y el campo sonoro reverberante. Por ello, un adecuado acondicionamiento acústico implica que las ondas reflejadas sean las menos posibles, por lo que desempeña un papel la capacidad de absorción de los materiales absorbentes que minimizarán la reverberación indeseada o ecos que pueden dificultar la ininteligibilidad de la comunicación sonora.

## Materiales
Como ya se había citado anteriormente a la hora de acondicionar una sala tenemos tres tipos de materiales que nos ayudarán a conseguir este acondicionamiento:
1.º Materiales absorbentes: Los empleamos a la hora de querer absorber sonido en una sala ya sea con los materiales convencionales o los selectivos, también conocidos como resonadores, que actúan en frecuencias específicas.
Los materiales absorbentes se dividen en cuatro grandes grupos con diferentes tipos:
- Absorbentes Porosos:
```
  - De esqueleto rígido
  - De esqueleto flexible
```

- Resonadores
```
  - Simples (Tipo Helmholtz, de membrana, propiamente dichos, tipos de bekesy)
  - Acoplados (En serie, en paralelo)
```

- Mixtos(Combinación de los anteriores)
- Anecoicos
```
  - Por transmisión real
  - Por configuración geométrica
```

2.º Materiales reflectantes: Estos materiales siempre están formados por materiales lisos no porosos y totalmente rígidos capaces de reflejar la mayor parte de la energía que incide sobre ellos. Estos materiales pueden ser
- Reflectores planos
- Reflectores curvos
3.º Materiales difusores o difusores acústicos Son materiales diseñados para reflejar y dispersar el sonido de manera uniforme en sus múltiples direcciones. Existen tres tipos de difusores creados específicamente para márgenes de frecuencias determinadas:
- MLS (Maximun Length Sequence)
- QRD (Quadratic Residue Difusor)
- PRD (Primitive Root Difussor)
- Datos: Q5656755